# Idactus paramaculicornis
Idactus paramaculicornis là một loài bọ cánh cứng trong họ Cerambycidae.